# Quest (rapero)
Orlando Méndez (Arecibo, Puerto Rico en 28 de octubre de 1979) más conocido antes como Quest es un rapero, productor, ingeniero de grabación y videógrafo puertorriqueño.

## Primeros años
Fue criado en Orlando, Florida, y se graduó de la Universidad Full Sail con honores en Ingeniería de Grabación, además de recibir el premio de asistencia perfecta.
Quest hizo su primera aparición en el mercado de la música en la producción Los Vencedores (FunkyTown Music) interpretando y produciendo el tema «Buscando de Él» en colaboración con DJ Blass. También fue el compositor de «Tu fuego me quema», tema que fue interpretado por Sammy (Zammy Peterson).

## Carrera musical
En Expolit 2005, Quest presentó su primera producción titulada En La Búsqueda, donde no solo se lanzó como artista sino también como productor musical e ingeniero de grabación. El disco ha sido distribuido mundialmente por Grupo CanZion, sobrepasando sus expectativas de ventas para un nuevo artista.
El tema «Agradecido», que fue incluido en el álbum Rompiendo los límites, fue compuesto por Quest, inspirado en su esposa Karina a quien se lo dedica con todo su corazón. Junto a ella interpretó uno de los temas en la producción Contra Viento y Marea de Triple Seven, cuyo éxito ha posicionado a Quest y Karina como uno de los mejores dúos de matrimonio en el género de reguetón.
En la producción Corriendo para ganar de Funky, Quest demuestra su conexión espiritual y relación íntima con Dios en la canción «Siento tu Presencia», tema promocional de su segunda producción, Vision Quest de 2007. En el disco A fuego con la palabra de Sociedades Bíblicas, Quest interpretó el tema «A Él», siendo ingeniero de grabación y mezcla de esa canción, como también del tema «Aquí voy» de Mr. Chévere. Al año siguiente, participó en la canción «Combinación Perfecta», la única canción que ha logrado reunir a los exponentes más relevantes de la música urbana cristiana como Funky, Manny Montes, Alex Zurdo, Maso, Redimi2, Dr. P y Triple Seven.
Como propietario del estudio Clear Gaze, Quest también ha participado en la producción de diversos videos musicales y lo más reciente llega con el video promocional para su canción «Mi camino». Participó en el sencillo «Los de la fórmula» de Kaldtronik y Lutek, junto a Manny Montes, Dr. P, El Bima, y otros artistas.
En 2013, lanza el álbum Conexión vital, nominado como mejor álbum urbano en 2014 en los Premios Arpa. A finales del 2013, Quest se divorcia de su esposa Karina al descubrir infidelidad por parte de su esposa, por esta causa estuvo alejado de los escenarios por varios años.
En el año 2015, Quest reaparece con un nuevo sencillo llamado «Fuerte soy» En 2017, Quest vuelve a lanzar otro sencillo llamado «Toda una vida» donde resalta su voz en el estilo del Trap latino.
En 2019, Quest nos asombra con otros 2 sencillos «Eres» y «Prodigo».
En 2020, llega con tres sencillos, «Gozo pegajoso» lanzado en plataformas musicales con video oficial y el remix con Triple Seven, El Leo Pa y Dr. P producido por Quest y Sammy Gali, la nueva versión del tema «Yo no quiero» y «Es por la fe» con Aby de Triple Seven.
En el año 2023, Quest reaparece y lanza el sencillo «Hijo de Dios»

## Discografía

### Álbum de estudio
- 2005: En la búsqueda
- 2007: Visión Quest
- 2013: Conexión Vital

## Premios
Fue nominado para el Latin Grammy como Mejor Álbum del Año 2011 y ganador del Premio Arpa en la categoría Mejor Álbum Urbano/Alternativo del Año 2012.